# みず谷なおき
みず谷 なおき（みずたに なおき、本名：水谷直樹、1960年7月4日 - 1999年2月8日）は、日本の漫画家。愛知県出身。

## 来歴
望月三起也のアシスタントを経て、1983年、「ズーム・イン!」でデビュー。1980年代、『週刊少年サンデー増刊号』にて「人類ネコ科」、「ブラッディエンジェルズ」等のラブコメディを発表し人気を博す。1990年代には『月刊少年キャプテン』を舞台に移し、質の高いコメディを世に送り出すものの、病弱のため寡作だった。
作品にはほとんどで「腕っぷしの強いキャラ」が登場しており、そういったキャラを含めたアクションシーンも多い。初期の短編作品などからも本人の志向はアクション作品向きだったが、当時の一般少年誌の傾向や収録作品の都合もあってか連載作品はコメディが中心となったことが「人類ネコ科（少年サンデーコミックス版第1巻あとがき）」にて描かれている。1993年頃からはスランプに陥り、ほとんど活動していなかったが、1998年頃よりファンタジーアクション作品「バーバリアンズ」を執筆し、徐々に復帰を始める。しかし、中断していた「Hello! あんくる」最終回の執筆を開始するものの、1999年2月8日、就寝中に突然死した。38歳没。直接の死因は不明。
アシスタントを使わず、あくまで自分一人で原稿を描くことにこだわったため、『週刊少年サンデー』での連載を断っていた（アシスタントの募集自体は雑誌上で実施したことはある）。

## 作品リスト
- 人類ネコ科（1985年 - 1986年連載、小学館週刊少年サンデー増刊号。1985年 - 1987年、少年サンデーコミックス全3巻。1992年、小学館スーパービジュアルコミックス全2巻。1999年、少年サンデーコミックスワイドエディション全2巻）
※スーパービジュアルコミックス及びワイド版2巻に、下記シナモン・シリーズも収録
  - シナモントライアングル（1984年、週刊少年サンデー増刊号）
  - シナモン大混線（1984年、週刊少年サンデー増刊号）
  - シナモンクラッシュ（1986年、週刊少年サンデー増刊号）

- ブラッディエンジェルズ（1986年 - 1987年連載、週刊少年サンデー増刊号。1987年、少年サンデーコミックス全2巻。1994年、スーパービジュアル・コミックス・スペシャル全2巻）

- みず谷なおき傑作集 ぱわふる宅配便（1989年、少年サンデーコミックス全1巻） - 「ブラッディエンジェルズ」スーパービジュアル・コミックス・スペシャル版に再録
※収録作品
  - ズーム・イン!（1983年、週刊少年サンデー9月増刊号）
  - ぱわふる宅配便（1984年短期集中連載、週刊少年サンデー・24-26号）
  - 男です!（1984年、週刊少年サンデー11月増刊号）
  - サンデー19Show 言い訳コールは悪びれず…（1988年、週刊少年サンデー・1号）
  - ライトニングDIO（1988年、週刊少年サンデースペシャル4月増刊号）
  - NO MERCY（1988年、週刊少年サンデースペシャル8月増刊号）

- Hello!あんくる（未完、1992年 - 1994年連載、徳間書店月刊少年キャプテン。1992年、少年キャプテンコミックススペシャル、既刊1巻）
  - Hello!あんくる総集編（1999年、少年キャプテンコミックススペシャル、全1巻） - 上記にコミックス未収録の原稿も収録したもの。絶筆作品。
- バーバリアンズ（未完）
  - バーバリアンズ（1994年 - 1995年連載、月刊少年キャプテン・11-12月号。1997年3-4話を単行本にて描き下ろし、少年キャプテンコミックススペシャル）
※同時収録
    - 「光阪くんの憂鬱」（1991年、月刊少年キャプテン・1月号）
    - 「友だちでいようね♥」（1990年、週刊少年サンデー）

  - バーバリアンズ2（1998年単行本描き下ろし、少年キャプテンコミックススペシャル）

- みず谷なおき遺稿集 MIZUTANI WORLD（1999年、オフィスヘリア）
※未完成の遺稿やスケッチなどを収録

### 単行本未収録作品
- ジェミニストリート（1988年 - 1989年連載、週刊少年サンデー増刊号1988年２月号～1989年3月号）
高校入学にて出会った瓜二つの容姿をもつ「山羽美雪（やまは よしゆき・男子）」と「目黒新（めぐろ あらた・女子）」の二人とその友人含めた周囲の人々を絡めたコメディ作品。※作者の意向により、単行本化予定なし

## 関連人物

### 師匠
- 望月三起也

### その他
- 島本和彦 - デビューが同時期で、島本和彦が新人だった頃にアシスタントとしてみず谷なおきが参加したことがある。『Hello! あんくる』愛蔵版に寄せられた追悼漫画の中でその時のエピソードを語っており、手伝ってもらった所だけ新人離れしていた、描いてもらった雪煙にプロの線を感じた、などと書いている。
- 新谷かおる - 少年サンデーで連載していた当時、担当編集者が被っていた為「一回も会った事がないのに情報だけは入っていた」。
- 三鷹公一 - 望月三起也のアシスタント時代の同僚であり、親友。
- 岡崎つぐお - 友人として付き合いがあったほか、時節の挨拶をfaxのイラストでやり取りをしていたとの事。